# Disco
För andra betydelser, se Disco (olika betydelser).

Ikonisk bild av discodans.

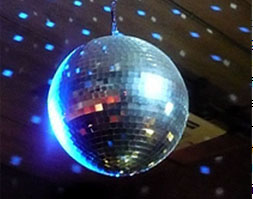
En discokula.

Disco, på svenska ibland disko, är en kultur och en musikgenre som startades och utvecklades under 1970-talet i USA. Stilen har sitt ursprung i afroamerikanska kretsar i New York och Philadelphia. Genrens popularitet nådde sin kulmen under andra halvan av 1970-talet och har sedan dess spelat en viktig roll i utvecklingen av andra stilar, däribland modern dansmusik som house och hiphop. Ordet disco kommer från franskans discothèque, "skivsamling".

## Historia

### Ursprunget
Den ursprungliga discokulturen växte fram på New Yorks gayklubbar under 1960-talets sista år. Musiken som spelades var soul, funk och latinamerikansk musik.

### Stil och storhetstid
I takt med att kulturen växte uppstod även discomusiken som en egen genre. 1975 brukar räknas som det år då discomusiken fick sitt kommersiella genombrott och musiken hade sin kommersiella storhetstid 1976-1979. Den spelades framför allt på dansetablissemang som kallades diskotek, där musiken ackompanjerades av taktblinkande färgade lampor.
Den stora dansfilmen med John Travolta, Saturday Night Fever, kom 1977 och introducerade en lättsmält bild av discokulturen till en masspublik. Filmmusiken, Bee Gees låtar från albumet med samma namn som filmen, briljerade.
Discokulturen innebar ett fokus på dans, där pardansen var viktig men inte nödvändig. En särskild dansstil utvecklades, discodansen. Danspartner hade i discodansen normalt inte kroppskontakt, i stället användes armarna synkroniserat med benen i de vanligaste dansrörelserna.
Klädstilen var inspirerad både av 1970-talets vardagsmode och av glamrocken, med mycket glitter, glans, färgglada skjortor och blusar och männen bar gärna kostymer eller overaller.

### Discons snabba popularitetsfall
Under sommaren 1979 skedde flera bakslag för disco som musikstil med den framväxande "Disco Sucks"-rörelsen bland rock-fans och rock-radiostationer i USA. Det hela kulminerade med evenemanget "Disco Demolition Night" 12 juli 1979 i Chicago där en anti-disco-demonstration urartade i upplopp. Från att under våren ha dominerat de amerikanska topplistorna blev disco som begrepp kommersiellt dött hösten 1979. Den snabba nedgången i popularitet i USA fick nästan omedelbart återverkningar på de kommersiella framgångarna även på andra marknader.

### Discons vidareutveckling till nya genrer
Under 1970-talet växte hiphopen upp som en feströrelse där de rappade till just discomusik-bakgrunder. Den första hip-hoplåten som tog sig in på den amerikanska Billboardlistan var Sugar Hill Gangs Rappers Delight 1979, vilken använde bakgrunden till discolåten Good Times av gruppen Chic.
Under 1980-talet tog discomusiken ny form och blev mer synthbaserad. Denna era kallas Post-Disco med artister som Michael Jackson, Donna Summer, Grace Jones och Madonna. Även brittiska syntpop- och postpunk-band som New Order vilka tog intryck av discomusikens sound var en del av post-disco-eran.
På klubbar i Chicago växte housemusiken fram, med grunden i soul och disco, men med ett sound som inspirerades av synthesizerbaserad musik från Europa. Några av Chicagos housepionjärer var även med under discons födelse, exempelvis Frankie Knuckles, som var DJ tillsammans med Larry Levan på den inflytelserika New York-klubben The Continental Baths. Samtidigt utvecklades i Europa - framför allt Italien och Nederländerna/Belgien - en elektronisk festmusik med stora influenser från såväl amerikansk som europeisk disco musikstilen Italodisco.
Under senare delen av 1980-talet utvecklades ur den samtida elektroniska popen det så kallade eurosoundet (ibland även kallat just Eurodisco) med artister och grupper som Modern Talking och Fancy. Under 1990-talet utvecklades sedan Eurodance, med artister och grupper som Pandora, E-Type, Gina G och Haddaway. Artister som Kylie Minogue, Samantha Fox, Bananarama, Rick Astley och Lili & Susie framförde under 1980-talet så kallad "kommersiell" pop med influenser av disco.
Under 1990-talet och 2000-talet återgick många housemusiker till 1970-talets disco och samplade klassiska discolåtar i sin musik, till exempel: 
- The Bucketheads The Bomb från 1995, som samplade Chicagos version av Streetplayer från 1979, ursprungligen av Rufus & Chaka Khan (1978).
- Gusto Disco's Revenge (1995)
- Armand Van Helden You Don't Know Me från 1999.
- Spiller Groovejet (If This Ain't Love) (2000) som använde samplingar från Carol Williams Love is you (1977).

Denna discobaserade house har även influerat popen, bland annat Alcazar och Kylie Minogue.

### Disco i Sverige
Musikrörelsen (proggen) hade initiativet inom musiklivet i Sverige, och discons välproducerade musik med till synes ytliga texter om kärlek i stället för politik stod enligt många för allt som ansågs vara "kommersiellt" och "dåligt". Svenskproducerad disco är bland annat popgruppen Abba, vars låtar Dancing Queen från 1976 samt Gimme! Gimme! Gimme! (A Man After Midnight), Voulez-Vous och Angeleyes alla tre från 1979, är deras mest discobetonade verk. Även Bengt Palmers, Tomas Ledin och Björn Skifs gjorde några mer eller mindre seriösa försök i genren, liksom elektronmusikartisten Ralph Lundsten och hans album Discophrenia från 1978.
Utöver det fanns det enstaka dansband (framför allt Sten & Stanley) som spelade discocovers och en och annan egenproducerad melodi åt discohållet. Detta var ett mindre framgångsrikt försök av dansbandsgenren att möta konkurrensen från discogenren då det i båda fallen handlade om dansmusik. Discon fick nämligen dansbandsgenren att minska i popularitet, och det var först då discogenren började tappa i popularitet mot slutet av 1980-talet som dansbanden återigen kunde skörda stora framgångar, vilket man kom att göra under den kommande tioårsperioden.
Discons ytligt sett enkla uppbyggnad och stora popularitet lockade en del lycksökare (på samma sätt som rap kom att göra 10 år senare), och det finns ett antal novelty-inspelningar med sportstjärnor liksom dagssländor från Stockholms kändisvärld.

## Kända artister och grupper inom disco
Många av artisterna och grupperna hade tidigare haft annan musik på sin repertoar, men "hakade på" discotrenden under åren då populariteten kulminerade, många för att överge den då populariteten började dala.

- Abba
- Baccara
- Barry White
- Boney M.
- The Bee Gees
- C. C. Catch
- Cheryl Lynn
- Cerrone
- Chic
- Earth, Wind & Fire
- First Choice
- Gloria Gaynor
- Dan Hartman
- Loleatta Holloway
- KC & the Sunshine Band
- Kool and the Gang
- MFSB
- Modern Talking
- Patrice Rushen
- Sandra
- Sister Sledge
- Sylvester
- Tavares
- Donna Summer
- Village People
- The Whispers
- Giorgio Moroder

## Kända discolåtar

### Tidiga souldiscolåtar och låtar som influerade discomusiken
| Låt                                | Artist/grupp                   | Land    | Album                   | År   | Textförfattare och kompositörer  | Producent                                            |
| ---------------------------------- | ------------------------------ | ------- | ----------------------- | ---- | -------------------------------- | ---------------------------------------------------- |
| "Soul Makossa"                     | Manu Dibango                   | Kamerun | Soul Makossa            | 1972 | Dibango                          |                                                      |
| "TSOP (The Sound of Philadelphia)" | MFSB                           | USA     | Love is the Message     | 1973 | Kenneth Gamble, Leon Huff        | Gamble, Huff, Vince Montana, Bruce Hawes, Jack Faith |
| "Love is the Message"              | MFSB                           | USA     | Love is the Message     | 1973 | Kenneth Gamble, Leon Huff        | Gamble, Huff, Vince Montana, Bruce Hawes, Jack Faith |
| "Love Train"                       | The O'Jays                     | USA     | Back Stabbers           | 1972 | Kenneth Gamble, Leon Huff        | Gamble, Huff                                         |
| "Family Affair"                    | Sly and the Family Stone       | USA     | There's a Riot Goin' On | 1971 | Sly Stone                        | Stone                                                |
| "The Love I Lost"                  | Harold Melvin & The Blue Notes | USA     | Black & Blue            | 1973 | Kenneth Gamble, Leon Huff        | Gamble, Huff                                         |
| "Rock Your Baby"                   | George McCrae                  | USA     | Rock Your Baby          | 1974 | Harry Wayne Casey, Richard Finch | Casey, Finch                                         |

### Discohits
| Låt                                           | Artist/grupp           | Land           | Album                                  | År   | Textförfattare och kompositörer                                    | Producent                                       |
| --------------------------------------------- | ---------------------- | -------------- | -------------------------------------- | ---- | ------------------------------------------------------------------ | ----------------------------------------------- |
| "Bad Girls"                                   | Donna Summer           | USA            | Bad Girls                              | 1979 | Summer, Bruce Sudano, Joe "Bean" Esposito, Edward "Eddie" Hokenson | Giorgio Moroder, Pete Bellotte                  |
| "Blame It on the Boogie"                      | The Jackson 5          | USA            | Destiny                                | 1978 | Mick Jackson, Dave Jackson, Elmar Krohn                            | The Jacksons                                    |
| "Born to be Alive"                            | Patrick Hernandez      | Frankrike      | Born to be Alive                       | 1978 | Hernandez                                                          | Jean Vanloo                                     |
| "Celebration"                                 | Kool and the Gang      | USA            | Celebrate!                             | 1981 | Ronald Bell, Kool & the Gang                                       | Kool and the Gang, Eumir Deodato                |
| "Daddy Cool"                                  | Boney M.               | Tyskland       | Take the Heat off Me                   | 1976 | Frank Farian, George Reyam                                         | Frank Farian                                    |
| "Dancing Queen"                               | Abba                   | Sverige        | Arrival                                | 1976 | Benny Andersson, Björn Ulvaeus, Stig Anderson                      | Andersson, Ulvaeus                              |
| "Disco Inferno"                               | The Trammps            | USA            | Disco Inferno                          | 1976 | Leroy Green, Ron "Have Mercy" Kersey                               | Norman Harris, Ronald Baker, Kersey, Earl Young |
| "Don't Stop 'til You Get Enough"              | Michael Jackson        | USA            | Off the Wall                           | 1979 | Jackson                                                            | Quincy Jones, Jackson (medproducent)            |
| "Le Freak"                                    | Chic                   | USA            | C'est Chic                             | 1978 | Bernard Edwards, Nile Rodgers                                      | Edwards, Rogers                                 |
| *"Good Times"                                 | Chic                   | USA            | Risqué                                 | 1979 | Bernard Edwards, Nile Rodgers                                      | Edwards, Rogers                                 |
| "Get Down Tonight"                            | KC & the Sunshine Band | USA            | KC and the Sunshine Band               | 1975 | Harry Wayne Casey, Richard Finch                                   | Casey, Finch                                    |
| "Gimme! Gimme! Gimme! (A Man After Midnight)" | Abba                   | Sverige        | Greatest Hits Vol. 2                   | 1979 | Benny Andersson. Björn Ulvaeus                                     | Andersson, Ulvaeus                              |
| "Hot Stuff"                                   | Donna Summer           | USA            | Bad Girls                              | 1979 | Pete Bellotte, Harold Faltermeyer, Keith Forsey                    | Giorgio Moroder, Bellotte                       |
| "I Feel Love"                                 | Donna Summer           | USA            | I Remember Yesterday                   | 1977 | Summer, Giorgio Moroder. Pete Bellotte                             | Moroder, Bellotte                               |
| "I Love to Love (But My Baby Loves to Dance)" | Tina Charles           | Storbritannien | I Love to Love                         | 1976 | Jack Robinson, James Bolden                                        | Biddu                                           |
| "It Only Takes a Minute"                      | Tavares                | USA            | In the City                            | 1975 | Dennis Lambert, Brian Potter                                       | Lambert, Potter                                 |
| "It's a love thing"                           | The Whispers           | USA            | Imagination                            | 1981 | Dana Meyers, William Shelby                                        | The Whispers, Dick Griffey, Leon Sylvers III    |
| "And the Beat Goes On"                        | The Whispers           | USA            | The Whispers                           | 1979 | Leon Sylvers, Stephen Shockley, William Shelby                     | Dick Griffey, The Whispers                      |
| "I Will Survive"                              | Gloria Gaynor          | USA            | Love Tracks                            | 1979 | Freddie Perren, Dino Fekaris                                       | Perren, Fekaris                                 |
| "Ma Baker"                                    | Boney M.               | Tyskland       | Love for Sale                          | 1977 | Fred Jay, Frank Farian, Günter Reyam                               | Frank Farian                                    |
| "Night Fever"                                 | The Bee Gees           | Storbritannien | Saturday Night Fever                   | 1978 | Barry Gibb, Robin Gibb, Maurice Gibb                               | Bee Gees, Albhy Galuten, Karl Richardson        |
| "Rivers of Babylon"                           | Boney M.               | Tyskland       | Nightflight to Venus                   | 1978 | Brent Dowe, Trevor McNaughton                                      | Frank Farian                                    |
| "Rock Your Baby"                              | George McCrae          | USA            | Rock Your Baby                         | 1974 | Harry Wayne Casey, Richard Finch                                   | Casey, Finch                                    |
| "September"                                   | Earth, Wind & Fire     | USA            | The Best of Earth, Wind & Fire, Vol. 1 | 1978 | Al McKay, Maurice White, Allee Willis                              | Charles Stepney, White                          |
| "(Shake, Shake, Shake) Shake Your Booty"      | KC & the Sunshine Band | USA            | Part 3                                 | 1976 | Harry Wayne Casey, Richard Finch                                   | Casey, Finch                                    |
| "Stayin' Alive"                               | The Bee Gees           | Storbritannien | Saturday Night Fever                   | 1978 | Barry Gibb, Robin Gibb, Maurice Gibb                               | Bee Gees, Albhy Galuten, Karl Richardson        |
| "Supernature"                                 | Cerrone                | Frankrike      | Supernature (Cerrone III)              | 1977 | Cerrone, Alain Wisniak, Lene Lovich                                | Cerrone                                         |
| "That's the Way (I Like It)"                  | KC & the Sunshine Band | USA            | KC and the Sunshine Band               | 1975 | Harry Wayne Casey, Richard Finch                                   | Casey, Finch                                    |
| "We Are Family"                               | Sister Sledge          | USA            | We Are Family                          | 1979 | Bernard Edwards, Nile Rodgers                                      | Edwards, Rodgers                                |
| "Yes Sir, I Can Boogie"                       | Baccara                | Spanien        | Baccara                                | 1977 | Frank Dostal, Rolf Soja                                            | Soja                                            |
| "Y.M.C.A."                                    | Village People         | USA            | Cruisin'                               | 1979 | Jacques Morali, Victor Willis                                      | Morali                                          |
| "You Make Me Feel Like Dancing"               | Leo Sayer              | Storbritannien | Endless Flight                         | 1976 | Sayer, Vini Poncia                                                 | Richard Perry                                   |